# Homalodotherium
A Homalodotherium az emlősök (Mammalia) osztályának a Notoungulata rendjébe, ezen belül a Homalodotheriidae családjába tartozó nem.

## Tudnivalók
A Homalodotherium Dél-Amerika egyik kihalt patás emlőse volt, amely a miocén kor elején és közepén élt.
Az állat körülbelül 2 méter hosszú lehetett. Paták helyett, a mellső végtagjai karmokban végződtek. Az állat mind a négy lábát használta járás közben, a hátsó lábaival a talpán járt, míg a mellsőkön az ujjait használta; emiatt a Homalodotherium elülső része magasabban volt mint a hátsó része. Lehet, hogy amikor mellső lábaival az ágak után nyúlt, a Homalodotherium képes volt kétlábra is állni. A Homalodotherium konvergens evolúciót mutat egyéb kihalt és élő állatokkal, ilyenek például: a Chalicotheriidae-fajok, az óriáslajhár-félék, az óriáspanda és lehet, hogy a Therizinosauroidea dinoszauruszok is.

### Fordítás
- Ez a szócikk részben vagy egészben  a   Homalodotherium című angol Wikipédia-szócikk fordításán alapul.  Az eredeti cikk szerkesztőit annak laptörténete sorolja fel. Ez a jelzés csupán a megfogalmazás eredetét és a szerzői jogokat jelzi, nem szolgál a cikkben szereplő információk forrásmegjelöléseként.